# Аракча
Аракча, Аранчі — річка в Україні, на Кримському півострові. 
Ліва притока Альми (басейн Чорного моря).

## Опис
Довжина річки приблизно 3,81 км, найкоротша відстань між витоком і гирлом — 3,09  км, коефіцієнт звивистості річки — 1,24  . Річка формується 1 безіменним струмком.

## Розташування
Бере початок на північно-західній стороні від гори Чорної. Тече переважно на північний захід і на північно-західній стороні від селища Розовий впадає у річку Альму.